# 弗里奥尔茨海姆
弗里奥尔茨海姆是德国巴登-符腾堡州的一个市镇。总面积8.54平方公里，总人口3676人，其中男性1817人，女性1859人（2011年12月31日），人口密度430人/平方公里。